# Gaten Matarazzo

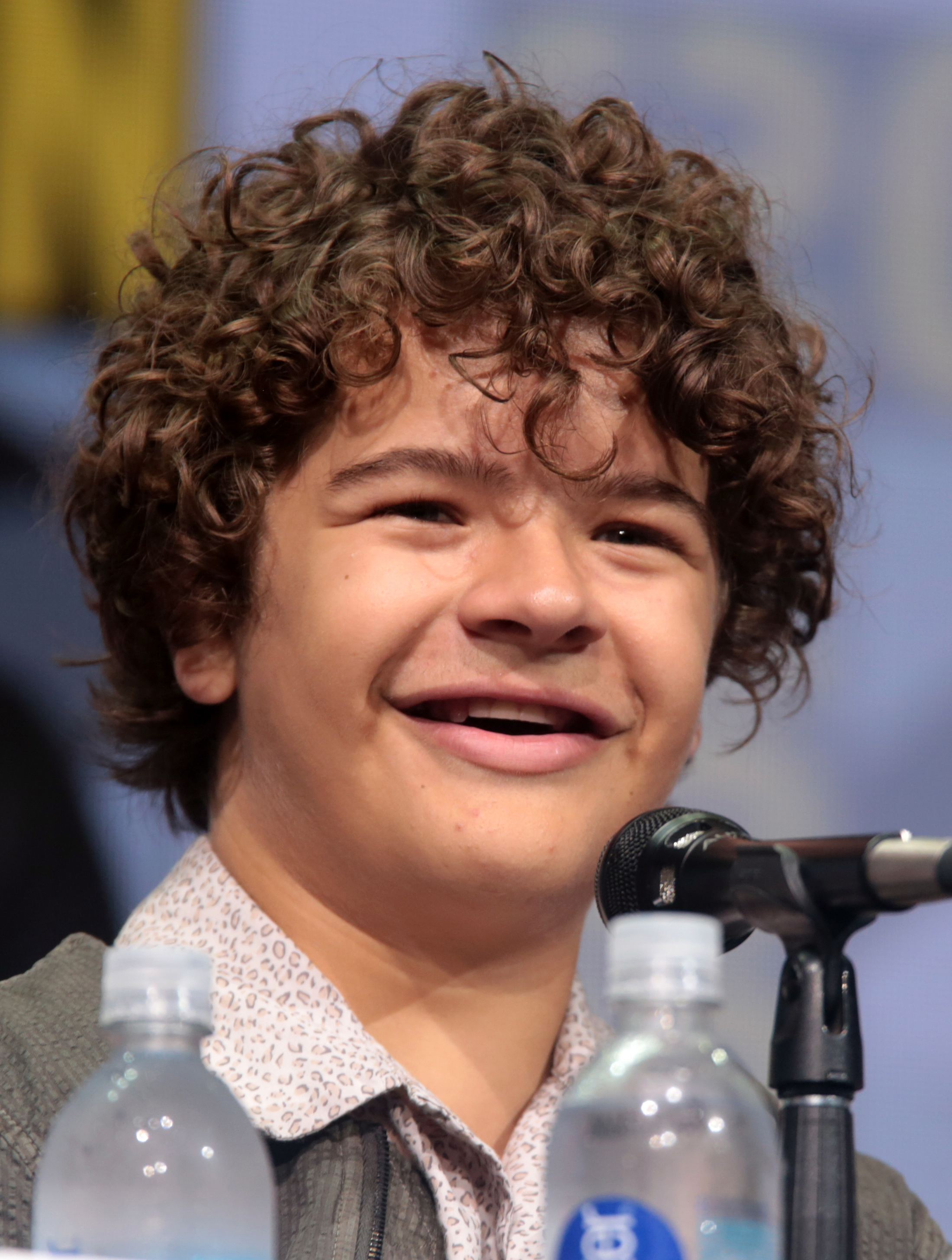
Matarazzo 2017 auf der San Diego Comic-Con

Gaetano John „Gaten“ Matarazzo III (* 8. September 2002 in Connecticut) ist ein US-amerikanischer Schauspieler.

## Leben
Er begann seine Karriere auf verschiedenen Broadway-Bühnen als Benjamin im Musical Priscilla, Queen of the Desert. Internationale Bekanntheit erlangte er als Dustin Henderson in der US-amerikanischen Science-Fiction-Mysteryserie Stranger Things, die auf Netflix ausgestrahlt wird.
2017 wurde er zusammen mit seinen Mitschauspielern mit einem Screen Actors Guild Award für das beste Ensemble einer Dramaserie ausgezeichnet.
Gaten Matarazzo hat die Erbkrankheit Kleidokraniale Dysplasie. Er ist nicht verwandt mit Heather Matarazzo, seine Mutter trägt jedoch denselben Namen wie die Schauspielerin.

## Filmografie (Auswahl)
- 2015: The Blacklist (Fernsehserie, Episode 2x12)
- seit 2016: Stranger Things (Fernsehserie)
- 2019: Angry Birds 2 – Der Film (The Angry Birds Movie 2, Stimme)
- seit 2019: Krasse Pranks (Prank Encounters, Fernsehsendung, Moderator)
- 2022: Honor Society
- 2025: Animal Farm (Stimme)

## Musikvideos
- 2017: Swish Swish (Katy Perry feat. Nicki Minaj)
- 2017: Lost Boys Life (Darren Criss)
- 2020: Meet Me On The Roof (Green Day)

## Theater
- 2011: Priscilla, Queen of the Desert, als Benjamin
- 2011: Les Misérables, als Gavroche